# Янка (Олт)
Янка (рум. Ianca) — село у повіті Олт в Румунії. Входить до складу комуни Янка.
Село розташоване на відстані 169 км на південний захід від Бухареста, 73 км на південь від Слатіни, 66 км на південний схід від Крайови.

## Населення
За даними перепису населення 2002 року у селі проживали 3013 осіб.
Національний склад населення села:
| Національність | Кількість осіб | Відсоток |
| -------------- | -------------- | -------- |
| румуни         | 2990           | 99,2%    |
| цигани         | 23             | 0,8%     |

Рідною мовою назвали:
| Мова      | Кількість осіб | Відсоток |
| --------- | -------------- | -------- |
| румунська | 3005           | 99,7%    |
| циганська | 8              | 0,3%     |